# Арівара но Мотоката
Арівара но Мотоката (在原元方) — японський поет вака періоду Хейан. Точні роки його життя невідомі, але він був активний на межі ІХ та Х століть. Внук поета Арівара но Наріхіри та син Арівара но Мунеяса.
У «Кокін вакашю мокуроку» (古今和歌集目録) зазначається, що він був прийнятий у сім'ю свого шурина Фуджівара но Куніцуне (藤原国経). При дворі Мотоката обіймав посаду п'ятого рангу, хоча в «Чьокусен Сакушя Буруї» (勅撰作者部類) йому приписується посада шостого рангу.
По кілька його віршів увійшли до різних збірок ута-авасе:
- Нінна ніномія ута-авасе (仁和二宮歌合, приблизно 893 рік)
- Канпьо но оонтокі кісай но мія но ута-авасе (寛平御時后宮歌合, також пишеться як 寛平御時中宮歌合; приблизно 893 рік)
- Теїджі-ін но ута-авасе (亭子院歌合, 913 рік)
- Тайра но Садафун ґа іе но ута-авасе (平定文家歌合)

Також існувала приватна колекція його віршів, «Мотоката кашю» (元方家集), але до сьогодні зберігся лише фрагмент цієї збірки.
У віршах Арівара но Мотоката часто використовував порівняння (мітате, 見立て).